# Nishi-shinjuku

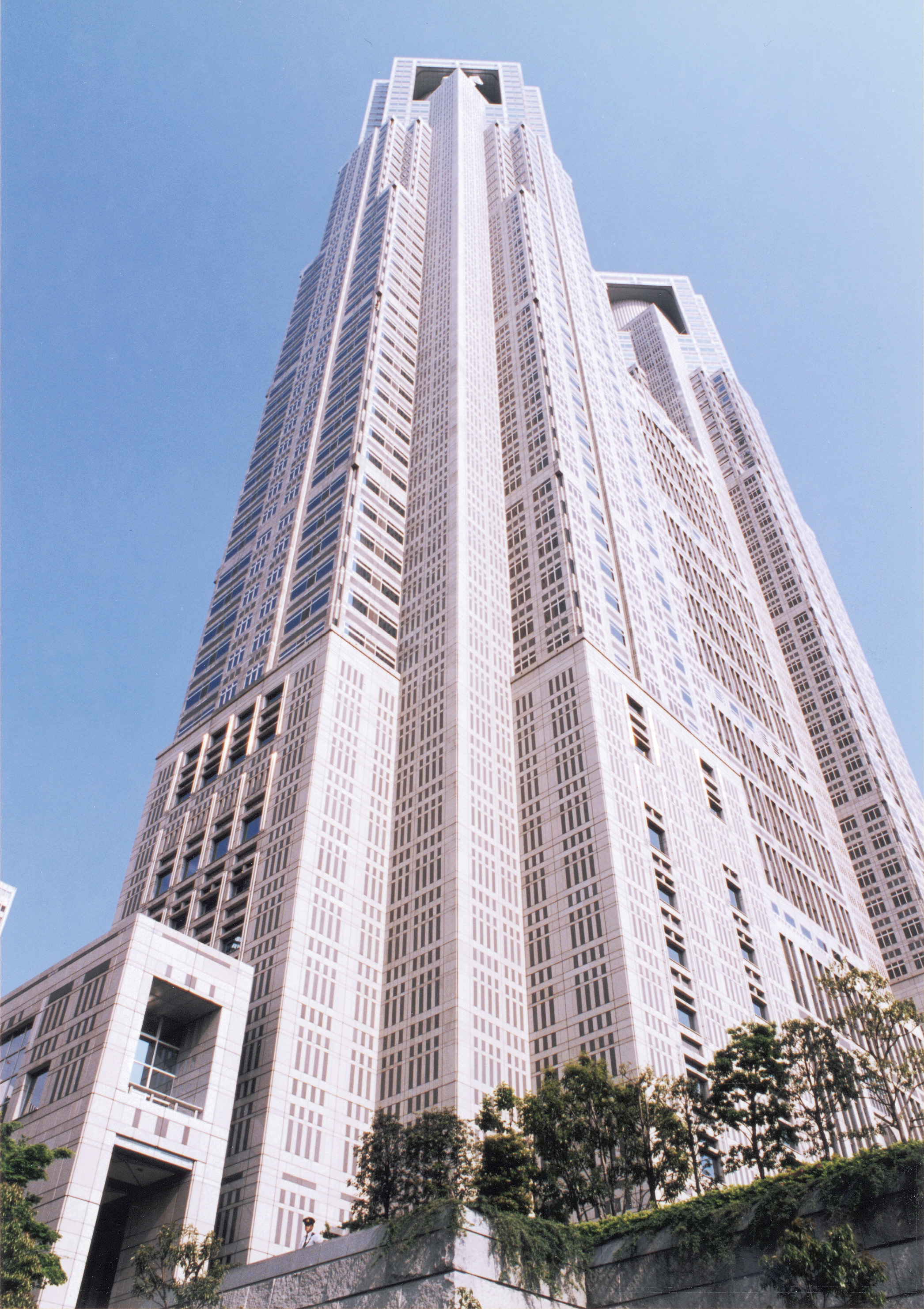
El Edificio del Gobierno Metropolitano de Tokio en Nishi-Shinjuku

Nishi-shinjuku (西新宿) es un vecindario que pertenece a Shinjuku, Tokio, Japón. En este vecindario es posible encontrar la mayoría de los rascacielos en Tokio. 
Este desarrollo capitalino comenzó en la década de 1970 con el hotel Keio Plaza Intercontinental. El The Park House Nishi-Shinjuku Tower 60 es el último gran rascacielos construido en los últimos tiempos.